# Robert Wichrowski
Stopień doktora sztuki filmowej uzyskał na Wydziale Reżyserii PWSFTViT w Łodzi. Wykładowca Warszawskiej Szkoły Filmowej.
https://szkolafilmowa.pl/pl/wsf/C_WSFO.WSF.4/KADRA
Robert Wichrowski (ur. 19 lutego 1966 w Bydgoszczy) – polski reżyser i scenarzysta.

## Życiorys
Absolwent łódzkiej filmówki i mistrzowskiego kursu reżyserii Andrzeja Wajdy. Ukończył też historię i podyplomowe studia politologiczne. Realizował teledyski wielu gwiazd polskiej sceny muzycznej, reklamy społeczne i filmy dokumentalne m.in. Łzy mistrzów (wyróżniony na Festiwalu w Mediolanie) i „W cieniu K2” (nagrodzony Grand Prix w czeskich Teplicach).
Reżyser Francuskiego numeru i seriali: Brzydula, Klub szalonych dziewic, Szpilki na Giewoncie, Wiadomości z drugiej ręki i Komisarz Alex.
W 2022 roku wyprodukował i wyreżyserował niezależny film fabularny „Negatyw”, który był nagradzany na wielu imprezach filmowych, m.in. na Barcelona Indie Awards, Madras International Film Festival i Cine Paris Film Festival.
Wyreżyserowany przez niego film „Dzisiaj śpisz ze mną” należy do największych polskich hitów Netflixa. W 2023 roku trafił do top 10 najlepiej oglądanych filmów w kilku krajach Europy i Ameryki Południowej. W sumie oglądany był ponad 30 mln godzin.
W 2025 roku zrealizował pełnometrażowy film dokumentalny „Pan Olbrychski” prezentowany na festiwalach – Millenium Docs Against Gravity, Tofifest i Dwa Brzegi.

## Filmografia

### seriale (jako reżyser)
- 2003–2013 Na Wspólnej (odcinki: 836-840, 871-875, 906-910, 936-940, 956-960, 996-1001, 1011-1015, 1056-1060, 1101-1105, 1136-1140, 1151-1155, 1176-1180)
- 2006–2007: Kopciuszek (odcinki: 35-38, 48-50, 54-56)
- 2008–2009: BrzydUla (odcinki: 21-30, 46-55)
- 2010: Klub szalonych dziewic (odcinki: 1-5)
- 2010–2011: Szpilki na Giewoncie (odcinki: 1-18, 23-26)
- 2011: Wiadomości z drugiej ręki (odcinki: 1-15); producent wykonawczy
- 2011–2018: Komisarz Alex (odcinki: 1-13, 19-21, 27-31, 101-104, 131, 138)
- 2015: Powiedz tak! (odcinek: 1)
- 2018: Ślad (odcinki: 6, 16, 18, 28)
- 2020-2023: Archiwista

### filmy
- 2000: Łzy mistrzów (film dokumentalny) – scenariusz, realizacja
- 2000: Kalipso – II reżyser
- 2003: W cieniu K2 (film dokumentalny) – scenariusz, realizacja
- 2005: Powrót tygrysa (film dokumentalny) – scenariusz, realizacja
- 2006: Francuski numer – reżyseria, scenariusz, wybór piosenek
- 2014: Ostatnia droga (film dokumentalny) – reżyseria
- 2014: Karuzela – reżyseria, scenariusz, selekcja muzyki
- 2017: Syn Królowej Śniegu – reżyseria, scenariusz
- 2018: Kobieta sukcesu – reżyseria
- 2022: Negatyw - reżyseria, scenariusz
- 2022: Dzisiaj śpisz ze mną – reżyseria
- 2025: Pan Olbrychski – reżyseria, scenariusz